# Диггз, Тревон
Тревон Дешон Диггз (англ. Trevon De'Sean Diggs, 20 сентября 1998, Гейтерсберг, Мэриленд) — профессиональный американский футболист, выступающий на позиции корнербека в клубе НФЛ «Даллас Каубойс». На студенческом уровне играл за команду Алабамского университета. Победитель студенческого национального чемпионата 2017 года. На драфте НФЛ 2020 года был выбран во втором раунде.

## Биография
Тревон Диггз родился 20 сентября 1998 года в Гейтерсберге в Мэриленде. Младший из трёх сыновей в семье. Отец, Эрон Диггз, скончался в 2008 году от сердечной недостаточности. Старший брат Стефон Диггз игрок НФЛ, принимающий. Во время учёбы в старшей школе Авалон в Уитоне он играл за её футбольную команду на позициях корнербека и принимающего. На момент её окончания Диггз входил в число лучших молодых игроков Мэриленда по различным версиям.

### Любительская карьера
После окончания школы Диггз поступил в Алабамский университет. В составе его команды он дебютировал в 2016 году, выходил на поле в нападении и защите, играл на возвратах пантов и начальных ударов. Суммарно он сыграл в четырнадцати матчах. С 2017 года тренерский штаб команды начал использовать Диггза только как корнербека, но продолжил выпускать его на возвраты. Он принял участие в тринадцати матчах. В победном финале плей-офф против «Джорджии» он пять раз выходил на возврат панта, набрав 38 ярдов.
В 2018 году Диггз стал одним из стартовых корнербеков команды. Его называли в числе претендентов на награду Пола Хорнанга, присуждаемую самому универсальному игроку студенческого футбола. Он принял участие в шести матчах сезона и досрочно завершил его из-за травмы ноги. В 2019 году Диггз сыграл двенадцать матчей, отказавшись от участия в Ситрус Боуле. Он претендовал на награду Бронко Нагурски лучшему защитнику студенческого футбола, был включён в сборную звёзд NCAA по версии издания Pro Football Focus.

#### Статистика выступлений в NCAA
| Сезон | Команда              | Игры | Захваты | Захваты | Захваты | Захваты | Захваты | Перехваты | Перехваты | Перехваты | Перехваты | Перехваты | Фамблы | Фамблы | Фамблы | Фамблы |
| Сезон | Команда              | Игры | Solo    | Ast     | Tot     | Loss    | Sk      | Int       | Yds       | Y/R       | TD        | PD        | FR     | Yds    | TD     | FF     |
| ----- | -------------------- | ---- | ------- | ------- | ------- | ------- | ------- | --------- | --------- | --------- | --------- | --------- | ------ | ------ | ------ | ------ |
| 2016  | Алабама Кримсон Тайд | 14   | 2       | 3       | 5       | 0,0     | 0,0     | 0         | 0         | 0,0       | 0         | 0         | 0      | 0      | 0      | 1      |
| 2017  | Алабама Кримсон Тайд | 13   | 3       | 3       | 6       | 0,0     | 0,0     | 0         | 0         | 0,0       | 0         | 3         | 0      | 0      | 0      | 0      |
| 2018  | Алабама Кримсон Тайд | 6    | 18      | 2       | 20      | 0,0     | 0,0     | 1         | 0         | 0,0       | 0         | 6         | 0      | 0      | 0      | 1      |
| 2019  | Алабама Кримсон Тайд | 12   | 20      | 17      | 37      | 0,5     | 0,0     | 3         | 79        | 26,3      | 1         | 8         | 2      | 100    | 1      | 0      |
| Всего | Всего                | 45   | 43      | 25      | 68      | 0,5     | 0,0     | 4         | 79        | 19,8      | 1         | 8         | 2      | 100    | 1      | 2      |

### Профессиональная карьера
Перед драфтом НФЛ 2020 года аналитик сайта Bleacher Report Мэтт Миллер плюсами Диггза называл его антропометрические данные, общий уровень атлетизма, скорость, игровое чутьё и опыт игры на возвратах. Он отмечал, что благодаря своим росту, весу и физической силе корнербек может успешно противостоять любому ресиверу в персональном прикрытии. Недостатками Миллер называл чрезмерную агрессивность и азарт, нехватку опыта игры на позиции. В целом он характеризовал Диггза как игрока с хорошими перспективами, которому может потребоваться сезон на адаптацию к скоростям и схемам игры в НФЛ.
Диггз был выбран «Далласом» во втором раунде драфта. В июле он подписал с клубом четырёхлетний контракт на общую сумму 6,32 млн долларов. Подготовка к сезону была сокращена из-за пандемии COVID-19 и на начальном этапе чемпионата у него возникали проблемы. К середине турнира Диггз адаптировался и с седьмой по семнадцатую игровую неделю он занимал первое место среди корнербеков-новичков по надёжности действий в прикрытии по оценкам Pro Football Focus. Всего в регулярном чемпионате он сделал больше перехватов, чем шесть выбранных до него корнербеков вместе взятых. Доля передач в его направлении, успешно принятых игроками соперников, составила 58,8 %.

#### Статистика выступлений в НФЛ

##### Регулярный чемпионат
| Сезон | Команда        | Игры | Захваты | Захваты | Захваты | Захваты | Захваты | Перехваты | Перехваты | Перехваты | Перехваты | Перехваты | Фамблы | Фамблы | Фамблы | Фамблы |
| Сезон | Команда        | Игры | Solo    | Ast     | Tot     | Loss    | Sk      | Int       | Yds       | Y/R       | TD        | PD        | FR     | Yds    | TD     | FF     |
| ----- | -------------- | ---- | ------- | ------- | ------- | ------- | ------- | --------- | --------- | --------- | --------- | --------- | ------ | ------ | ------ | ------ |
| 2020  | Даллас Каубойс | 12   | 49      | 9       | 58      | 1       | 1,0     | 3         | 43        | 14,3      | 0         | 14        | 0      | 0      | 0      | 1      |
| 2021  | Даллас Каубойс | 4    | 13      | 0       | 13      | 0       | 0,0     | 5         | 82        | 16,4      | 1         | 8         | 0      | 0      | 0      | 0      |
| Всего | Всего          | 16   | 62      | 9       | 71      | 1       | 1,0     | 8         | 125       | 15,6      | 1         | 22        | 0      | 0      | 0      | 1      |

* На 4 октября 2021 года